# Detlow von Braun
Detlow von Braun (ur. 22 marca 1912 w Visby, zm. 13 lipca 1999 w Sztokholmie) – szwedzki żeglarz, olimpijczyk.
Na regatach rozegranych podczas Letnich Igrzysk Olimpijskich 1936 wystąpił w klasie 8 metrów zajmując 4. pozycję. Załogę jachtu Ilderim tworzyli również Wilhelm Moberg, Tore Holm, Per Gedda, Marcus Wallenberg i Bo Westerberg.
Syn Georga von Brauna, złotego medalisty olimpijskiego w jeździectwie.